# Heterospilus brullei
Heterospilus brullei – gatunek błonkówki z rodziny męczelkowatych i podrodziny Doryctinae.
Ciało długości 3,5 mm. Głowa ciemnobrązowa z jasnobrązową, gładką twarzą oraz poprzecznie żeberkowanym ciemieniem. Czułki z żółtym trzonkiem i brązowo-białym biczykiem. Tułów ciemnobrązowy (niekiedy z jaśniejszym propleuronem) z gładkimi i połyskującymi płatami śródtarczki oraz gładkim mesopleuronem. Odnóża żółte. Metasoma ciemnobrązowa do czarnej z jaśniejszym tergum siódmym i żółtym szóstym. Pierwsze tergum metasomy u wierzchołka mniej więcej tak szerokie jak długie, terga II i III o zafalowanym przednim rowku poprzecznym. Pokładełko długości metasomy.
Gatunek znany wyłącznie z Kostaryki.